# Tondi (Tallinn)

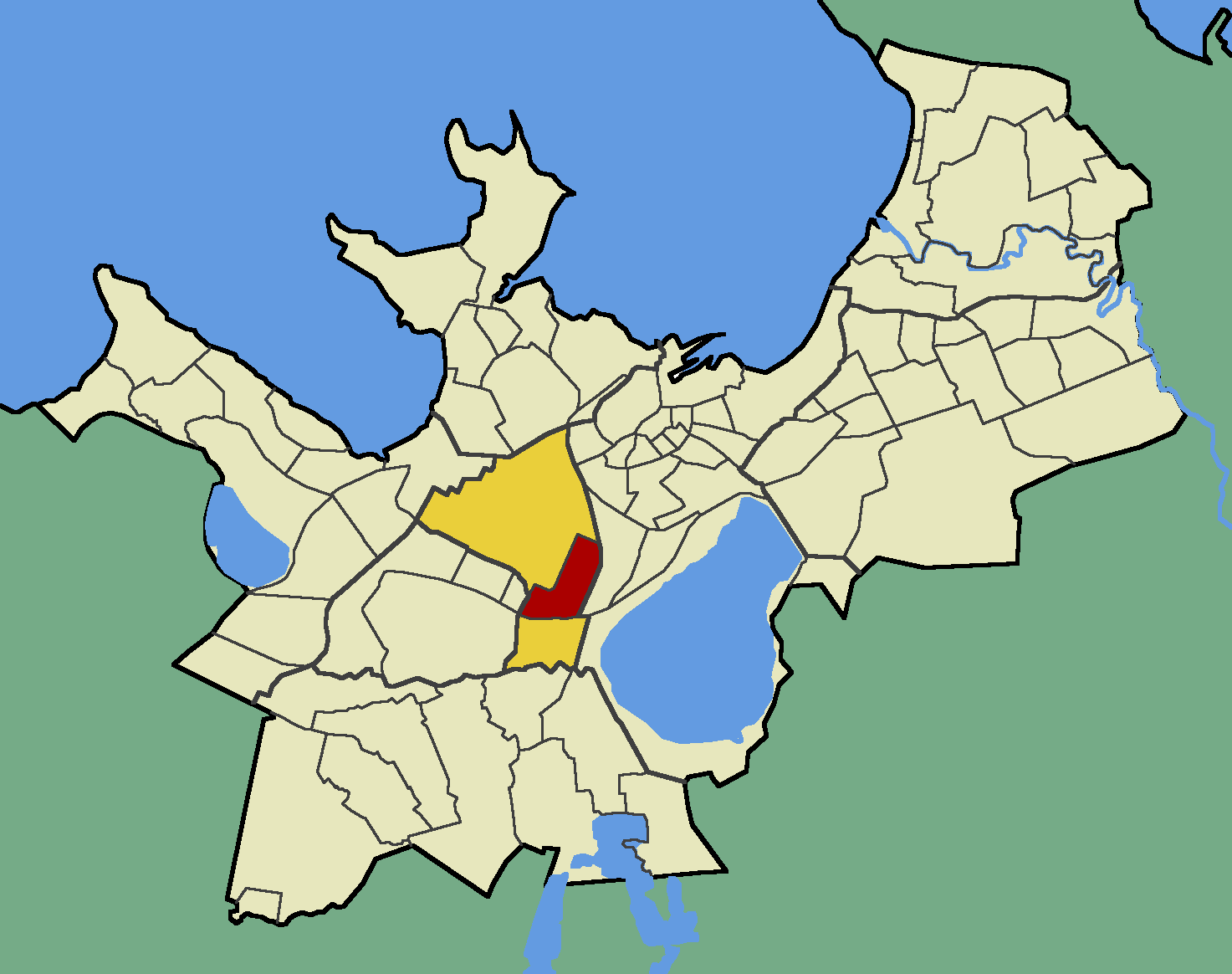
Der Bezirk Tondi (rot) im Tallinner Stadtteil Kristiine (gelb)

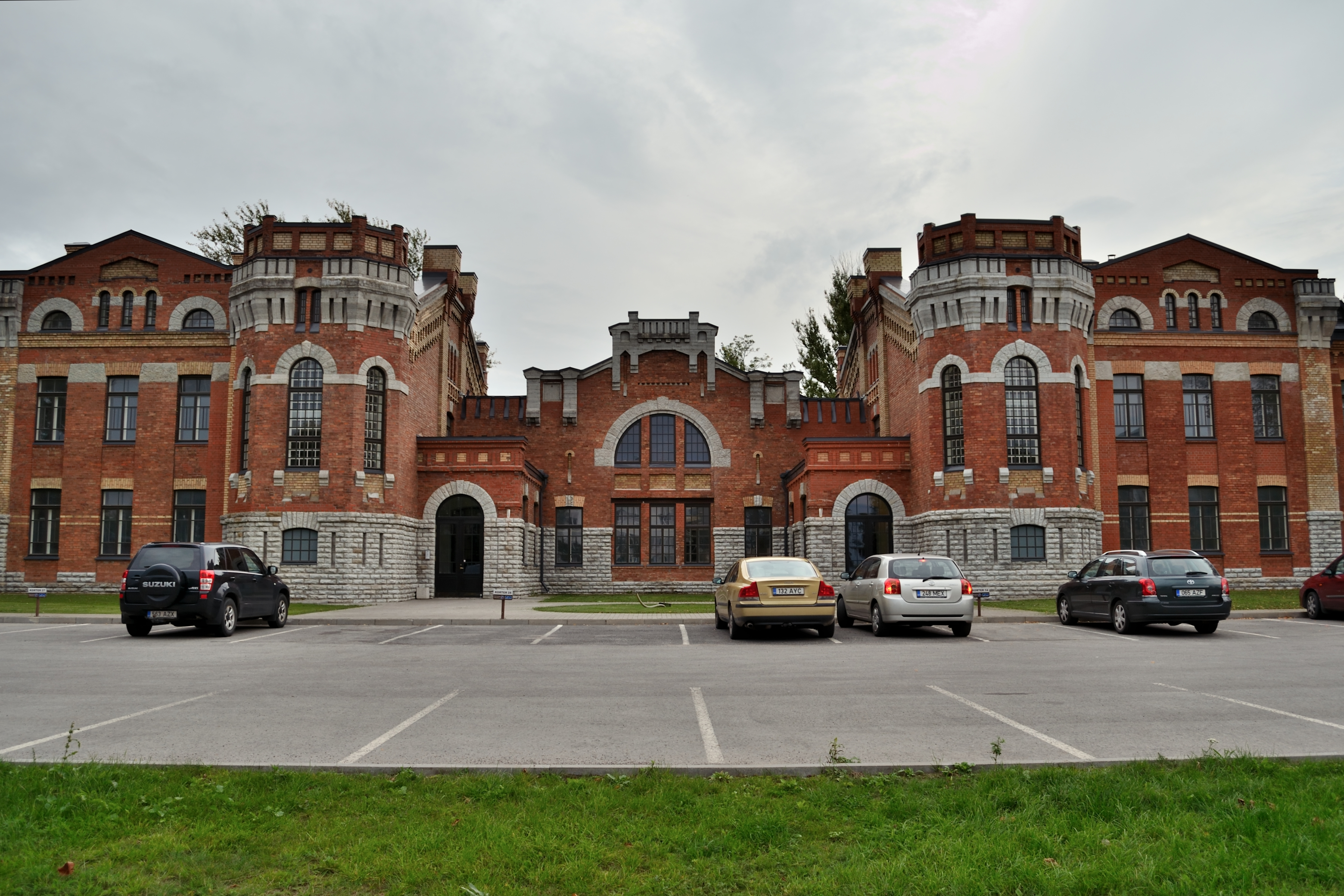
Die ehemaligen zaristischen Kasernengebäude von Tondi

Tondi ist ein Bezirk (estnisch asum) der estnischen Hauptstadt Tallinn. Er liegt im Stadtteil Kristiine.

## Beschreibung
Der Stadtbezirk hat 3.401 Einwohner (Stand 1. Mai 2010).
Der Name Tondi stammt von dem Tallinner Ratsherren Jobst Dunte. Er ließ Ende des 18. Jahrhunderts ein Sommerhäuschen in der Gegend errichten. Das Gebäude wurde in den 1970er Jahren abgerissen, allerdings ist ein Teil des historischen Parks erhalten geblieben.
Unmittelbar vor Beginn des Ersten Weltkriegs baute die zaristische Armee zwischen 1908 und 1910 Kasernen und Geschützstellungen in Tondi. Ab April 1919 war darin die Militärschule der jungen estnischen Streitkräfte untergebracht.
In der zweiten Hälfte der 1930er Jahre siedelte sich Industrie an, die während der sowjetischen Besetzung Estlands in den 1950er und 60er Jahren weiter ausgebaut wurde. Heute finden sich in Tondi neben Wohnhäusern hauptsächlich Bürokomplexe, Verwaltungsgebäude und Bildungseinrichtungen.
Tondi hat einen Bahnhof, der von der estnischen Eisenbahngesellschaft Elektriraudtee bedient wird. Er wurde 1933 eröffnet.